# Casa de la Vila (Cabanes)
Casa de la Vila és un edifici del municipi de Cabanes (Alt Empordà) inclòs en l'Inventari del Patrimoni Arquitectònic de Catalunya.

## Descripció
Situada dins del nucli urbà de la població de Cabanes, a la banda de migdia del nucli antic i formant cantonada entre la plaça de l'Ajuntament i el carrer Sant Isidre.
Edifici cantoner de planta rectangular, amb la coberta de quatre vessants i distribuït en planta baixa i dos pisos. La façana principal presenta les obertures ordenades en dos eixos verticals. A la planta baixa, el portal d'accés és d'arc de mig punt adovellat i amb els brancals bastits amb carreus de pedra. Al seu costat hi ha una finestra rectangular amb l'emmarcament motllurat i l'ampit sobresortit. Al primer pis hi ha un balcó corregut amb la llosana motllurada sostinguda per mènsules. Els dos finestrals rectangulars de sortida presenten l'emmarcament de pedra motllurat. Entremig dels dos finestrals hi ha una placa de ceràmica vidrada amb el nom de la construcció. La segona planta fou afegida durant l'última gran reforma de l'edifici, duta a terme l'any 1996. Cal destacar, a la cantonada de la construcció, una placa de pedra amb l'escut de la població. A l'interior de l'edifici, la planta baixa alberga els accessos, serveis i el jutjat de pau. Al primer pis hi ha les oficines i els despatxos de l'alcaldia i la secretaria i, a la segona planta, la sala de juntes i l'arxiu municipal.
La construcció està arrebossada i pintada.

## Història
En el decret de Nova Planta de l'any 1716 consta que els cònsols es reunien en una esplanada al costat del cementiri, per tractar els problemes de la vila. El primer edifici relacionat amb la casa consistorial es troba documentat al s. XIX i estava emplaçat en una casa al carrer de les Escoles. A mitjans del s. XX, l'Ajuntament i el veí Joan Bech signaren una permuta per la qual el consistori cedia l'edifici del carrer de les Escoles a canvi de la casa que aquest tenia a la plaça, actual seu de l'ajuntament. Un any més tard, l'any 1949, es va acordar la seva reconstrucció segons un projecte de l'arquitecte de Figueres Claudi Díaz. Posteriorment, l'any 1996 la casa fou reformada i ampliada altre cop i, finalment s'inaugurà el 1997.